# María Isabel de Rohan
María Isabel de Rohan, duquesa de Tallard (María Isabel Gabrielle Angélique; 17 de enero de 1699 – 5 de enero de 1754) fue una noble francesa y nieta de Madame de Ventadour. María Isabel fue institutriz de los hijos de Luis XV y su consorte María Leszczyńska.

## Biografía
Nació en París, la cuarta de cinco hijos. Su padre fue Hercule Mériadec de Rohan, duque de Rohan-Rohan y su primera esposa, Anne Geneviève de Lévis. Como miembro de la Casa de Rohan, disfrutó del prestigioso rango de Princesa Extranjera otorgado a su familia a principios del siglo XVII debido a que reclamaban ascendencia hasta los duques de Bretaña. Como tal, esto permitió el tratamiento de Alteza. Entre sus hermanos se encontraban Louise Françoise, duquesa de La Meilleraye (casada con un nieto de Hortense Mancini y actual antepasada del Príncipe de Mónaco), Jules, príncipe de Soubise, Louise, princesa de Guéméné (esposa de Hercule Mériadec, príncipe de Guéméné). Su tío era el obispo de Estrasburgo.
Se casó con Joseph d'Hostun de La Baume, hijo de Camille d'Hostun de La Baume, duque de Tallard, el 13 de marzo de 1713; la novia tenía catorce años. Su esposo era unos diecisiete años mayor que ella. La joven duquesa pertenecía a la casa de Isabel Carlota del Palatinado, Madame, esposa del difunto Felipe de Francia, Monsieur y madre del futuro Felipe de Orleans, regente de Francia; la abuela de María Isabel, Madame de Ventadour, también pertenecía a la casa de Madame.

## Vida como institutriz
En 1735, su abuela, Charlotte de La Mothe-Houdancourt se jubiló de su puesto como institutriz de los Niños de Francia. El puesto recayó en Maria Isabel. Ocupó el cargo hasta su dimisión el 10 de enero de 1754, fecha en que su sobrina, Madame de Marsan, asumió el cargo. Su cuñada, Anne Julie de Melun, también ejerció como subinstitutriz de los niños reales.
Madame de Tallard fue dama de compañía de la princesa Enriqueta de Francia, hija de Luis XV y su consorte María Leszczyńska. También fue dama de honor de la reina María. Se dice que la reina sentía afecto por la joven duquesa y Luis XV asistía con frecuencia a sus cenas en Versalles. Entre 1735 y 1754, fue responsable de la educación y protección de Luis, Delfín de Francia, así como de sus numerosas hermanas: las princesas Luisa Isabel, su gemela Enriqueta y la princesa Adelaida. Posteriormente, fue responsable de las hijas del propio Delfín. María Isabel estuvo presente en la presentación de Ana María Luisa de La Tour d'Auvergne, la primera esposa de su sobrino nieto.

## Fallecimiento
Murió la noche del 4 al 5 de enero de 1754 en el Palacio de Versalles y nombró heredero a su primo Carlos, príncipe de Rochefort. Murió sin descendencia. Su esposo la sobrevivió veinte meses. Su muerte fue un gran pesar para el rey y sus numerosos estudiantes.
Fue enterrada el 7 de enero de 1754 en la Église de La Merci en París, el lugar de enterramiento tradicional de la línea Soubise de la Casa de Rohan.

## Ascendencia
|  |                                                       |  |  |  |  |  |  |  |  |  |  |  |  |  |  |  |
|  | 8. Hercule de Rohan, Duke of Montbazon                |  |  |  |  |  |  |  |  |  |  |  |  |  |  |  |
|  |                                                       |  |  |  |  |  |  |  |  |  |  |  |  |  |  |  |
|  |                                                       |  |  |  |  |  |  |  |  |  |  |  |  |  |  |  |
|  | 4. Francisco de Rohan, Principe de Soubise            |  |  |  |  |  |  |  |  |  |  |  |  |  |  |  |
|  |                                                       |  |  |  |  |  |  |  |  |  |  |  |  |  |  |  |
|  |                                                       |  |  |  |  |  |  |  |  |  |  |  |  |  |  |  |
|  | 9. Marie de Bretagne d'Avaugour                       |  |  |  |  |  |  |  |  |  |  |  |  |  |  |  |
|  |                                                       |  |  |  |  |  |  |  |  |  |  |  |  |  |  |  |
|  |                                                       |  |  |  |  |  |  |  |  |  |  |  |  |  |  |  |
|  | 2. Hercule Mériadec de Rohan, duque de Rohan,         |  |  |  |  |  |  |  |  |  |  |  |  |  |  |  |
|  |                                                       |  |  |  |  |  |  |  |  |  |  |  |  |  |  |  |
|  |                                                       |  |  |  |  |  |  |  |  |  |  |  |  |  |  |  |
|  | 10. Henri Chabot, Duke of Rohan                       |  |  |  |  |  |  |  |  |  |  |  |  |  |  |  |
|  |                                                       |  |  |  |  |  |  |  |  |  |  |  |  |  |  |  |
|  |                                                       |  |  |  |  |  |  |  |  |  |  |  |  |  |  |  |
|  | 5. Ana de Rohan-Chabot, princesa de Soubise           |  |  |  |  |  |  |  |  |  |  |  |  |  |  |  |
|  |                                                       |  |  |  |  |  |  |  |  |  |  |  |  |  |  |  |
|  |                                                       |  |  |  |  |  |  |  |  |  |  |  |  |  |  |  |
|  | 11. Marguerite de Rohan                               |  |  |  |  |  |  |  |  |  |  |  |  |  |  |  |
|  |                                                       |  |  |  |  |  |  |  |  |  |  |  |  |  |  |  |
|  |                                                       |  |  |  |  |  |  |  |  |  |  |  |  |  |  |  |
|  | 1. Maria Isabel de Rohan                              |  |  |  |  |  |  |  |  |  |  |  |  |  |  |  |
|  |                                                       |  |  |  |  |  |  |  |  |  |  |  |  |  |  |  |
|  |                                                       |  |  |  |  |  |  |  |  |  |  |  |  |  |  |  |
|  | 12. Charles de Lévis, Duke of Ventadour               |  |  |  |  |  |  |  |  |  |  |  |  |  |  |  |
|  |                                                       |  |  |  |  |  |  |  |  |  |  |  |  |  |  |  |
|  |                                                       |  |  |  |  |  |  |  |  |  |  |  |  |  |  |  |
|  | 6. Luis Carlos de Lévis, Duque de Ventadour           |  |  |  |  |  |  |  |  |  |  |  |  |  |  |  |
|  |                                                       |  |  |  |  |  |  |  |  |  |  |  |  |  |  |  |
|  |                                                       |  |  |  |  |  |  |  |  |  |  |  |  |  |  |  |
|  | 13. Marie de La Guiche                                |  |  |  |  |  |  |  |  |  |  |  |  |  |  |  |
|  |                                                       |  |  |  |  |  |  |  |  |  |  |  |  |  |  |  |
|  |                                                       |  |  |  |  |  |  |  |  |  |  |  |  |  |  |  |
|  | 3. Anne Geneviève de Lévis                            |  |  |  |  |  |  |  |  |  |  |  |  |  |  |  |
|  |                                                       |  |  |  |  |  |  |  |  |  |  |  |  |  |  |  |
|  |                                                       |  |  |  |  |  |  |  |  |  |  |  |  |  |  |  |
|  | 14. Philippe de La Mothe Houdancourt, Duke of Cardona |  |  |  |  |  |  |  |  |  |  |  |  |  |  |  |
|  |                                                       |  |  |  |  |  |  |  |  |  |  |  |  |  |  |  |
|  |                                                       |  |  |  |  |  |  |  |  |  |  |  |  |  |  |  |
|  | 7. Carlota de La Motte Houdancourt                    |  |  |  |  |  |  |  |  |  |  |  |  |  |  |  |
|  |                                                       |  |  |  |  |  |  |  |  |  |  |  |  |  |  |  |
|  |                                                       |  |  |  |  |  |  |  |  |  |  |  |  |  |  |  |
|  | 15. Louise de Prie                                    |  |  |  |  |  |  |  |  |  |  |  |  |  |  |  |
|  |                                                       |  |  |  |  |  |  |  |  |  |  |  |  |  |  |  |
|  |                                                       |  |  |  |  |  |  |  |  |  |  |  |  |  |  |  |